# Juan Bautista Rico
Juan Bautista Rico (Ordensname: Juan Bautista de la Concepción, * 10. Juli 1561 in Almodovar del Campo, Ciudad Real, Spanien; † 14. Februar 1618 in Cordova, Spanien) war ein spanischer Ordensreformer. Er wird in der katholischen Kirche als Heiliger verehrt.
Juan, der Theologie und Philosophie studierte, trat 1580 in den Trinitarierorden ein und setzte sich für eine Reform des Ordens ein. 1599 wurde sein Reformzweig der Unbeschuhten Trinitarier approbiert. Rico gründete mehrere Klöster der Trinitarier in Spanien. Er war als strenger Asket bekannt und wirkte als geistlicher Schriftsteller. 1975 wurde Juan Bautista Rico von Papst Paul VI. heiliggesprochen.